# Carlos Septién
Carlos Septién González (18 de janeiro de 1923 - 1978) foi um futebolista mexicano que atuava como atacante.

## Carreira
Carlos Septién fez parte do elenco da Seleção Mexicana de Futebol, na Copa de 1950 e 1954.